# Gomphus exilis
Gomphus exilis är en trollsländeart som beskrevs av Selys 1854. Gomphus exilis ingår i släktet Gomphus och familjen flodtrollsländor. IUCN kategoriserar arten globalt som livskraftig. Inga underarter finns listade i Catalogue of Life.

## Bildgalleri

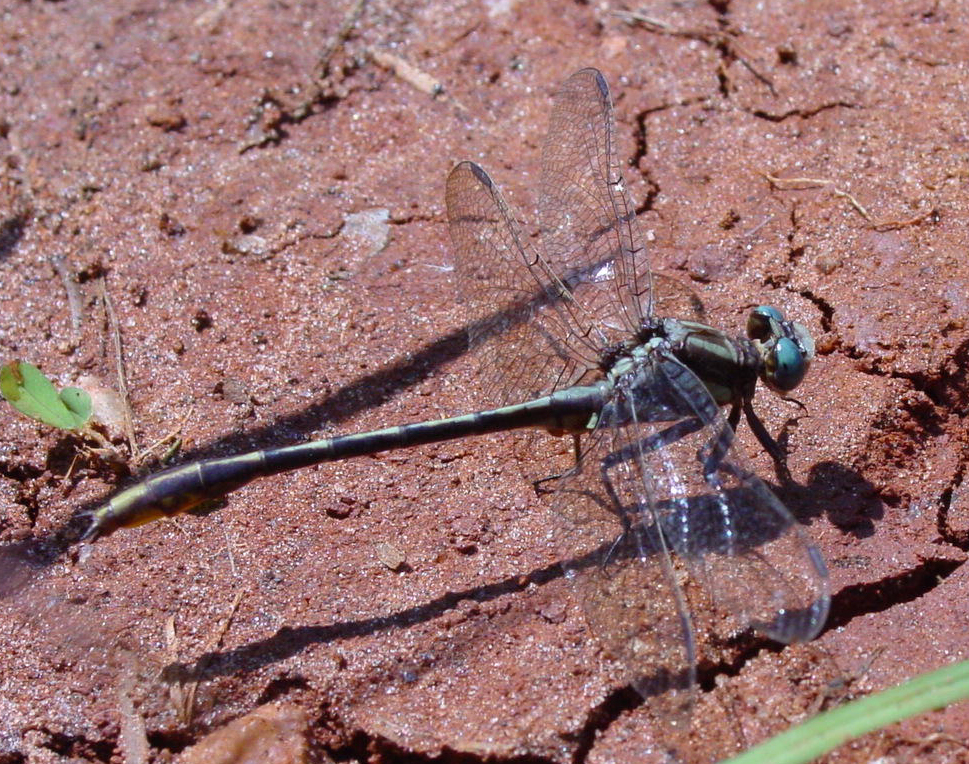
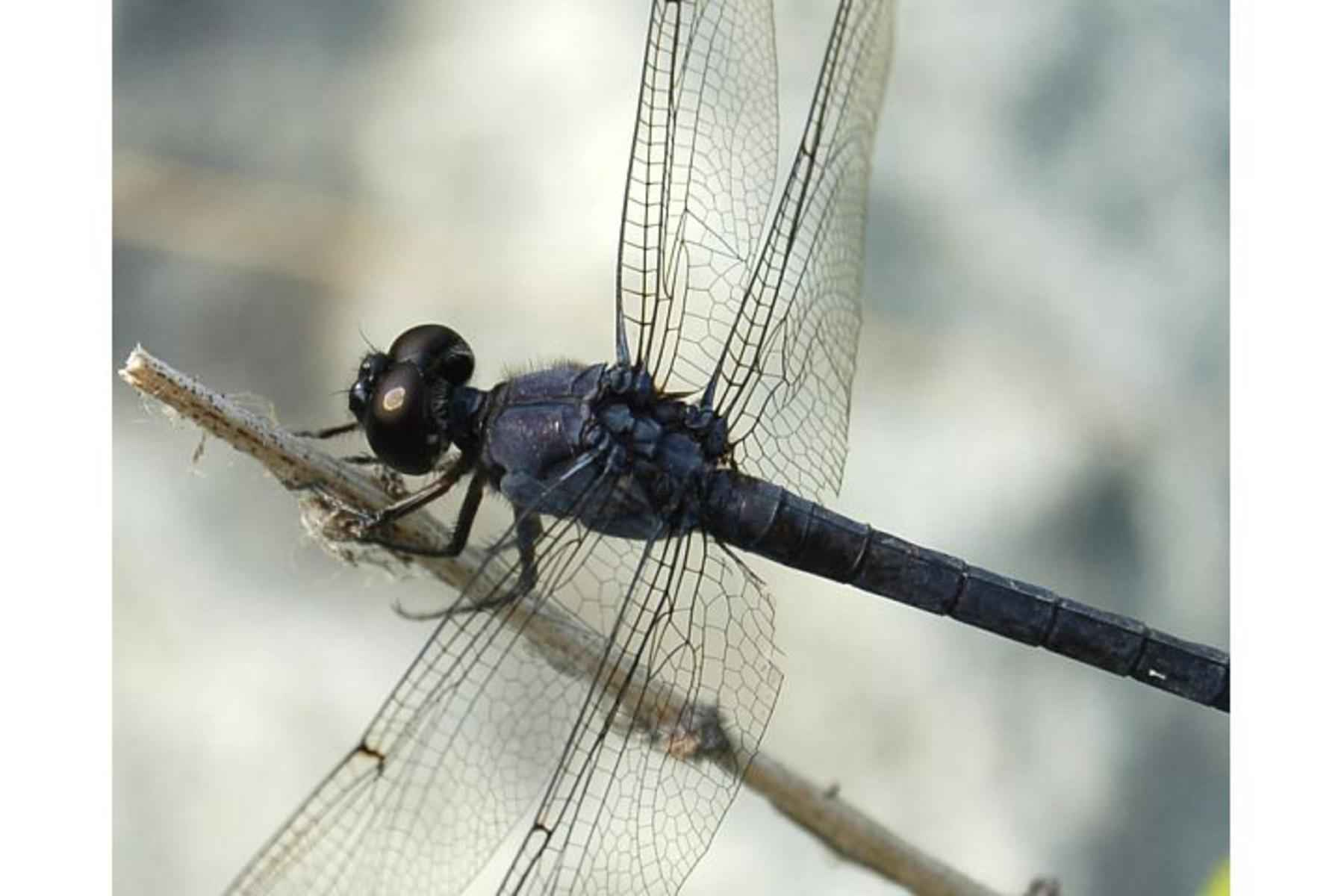